# See Emily Play/Vegetable Man
See Emily Play/Vegetable Man è un singolo del supergruppo britannico Nick Mason's Saucerful of Secrets, pubblicato il 29 agosto 2020 come primo estratto dall'album dal vivo Live at the Roundhouse.

## Descrizione
Pubblicato esclusivamente per l'annuale Record Store Day, il singolo contiene i rifacimenti di due brani scritti da Syd Barrett nel periodo con i Pink Floyd, See Emily Play e Vegetable Man.
Il 26 agosto 2020 il gruppo ha reso disponibile il videoclip di See Emily Play attraverso il proprio canale YouTube.

## Tracce
1. See Emily Play – 3:03
2. Vegetable Man – 2:27

## Formazione
- Nick Mason – batteria, percussioni
- Gary Kemp – chitarra, voce
- Guy Pratt – basso, voce
- Dom Beken – tastiera, cori
- Lee Harris – chitarra, cori